# Prima coalizione
Si definisce prima coalizione l'alleanza formatasi nel 1792 e continuata fino al 1797 tra la maggior parte delle Monarchie europee dell'Ancien Régime contro la Francia rivoluzionaria.
Minacciata dalla controrivoluzione interna e dall'ostilità delle monarchie europee, la Francia rivoluzionaria reagì con una progressiva radicalizzazione delle sue posizioni e con la decisione di scatenare una guerra rivoluzionaria contro gli stati dell'Antico regime dichiarando guerra al re di Ungheria e di Boemia (e non al Sacro Romano Impero, escamotage per evitare di coinvolgere gli stati tedeschi ad esso aderenti) il 20 aprile 1792, a cui seguì la progressiva costituzione della coalizione delle monarchie europee contro la Repubblica.
Le potenze continentali, in particolare la Prussia, l'Austria, la Spagna ed il Regno di Sardegna, lanciarono una serie di offensive dal Belgio, dal Reno, dai Pirenei e dalle Alpi, mentre la Gran Bretagna, oltre a partecipare con corpi di spedizione alle operazioni terrestri, si impegnò a supportare finanziariamente i coalizzati e a sostenere le rivolte delle provincie francesi. La guerra ebbe alterne vicende; dopo alcuni insuccessi iniziali, la Francia rivoluzionaria vinse la battaglia di Valmy ed invase i Paesi Bassi con l'obiettivo di espandere la rivoluzione, ma contrasti e rivalità tra politici e generali provocarono nel 1793 una serie di gravi sconfitte che fecero temere, a causa anche della ribellione interna realista in Vandea, la rovina della Rivoluzione.
Le energiche misure prese dal Comitato di salute pubblica rafforzarono la determinazione delle armate rivoluzionarie francesi che nel 1794 vinsero la importante battaglia di Fleurus e ripresero l'avanzata in Belgio, Paesi Bassi e Renania. Da quel momento la prima coalizione iniziò a disgregarsi e la Francia rivoluzionaria, nonostante le continue turbolenze interne, prese lentamente il sopravvento. Nell'aprile 1795 venne firmata con la Prussia la prima pace di Basilea; il 22 luglio 1795 venne conclusa la seconda pace di Basilea ed anche la Spagna uscì dal conflitto.
La guerra infine ebbe una svolta decisiva a favore della Francia rivoluzionaria grazie alla riuscita campagna d'Italia del generale Napoleone Bonaparte; iniziata nel marzo 1796, l'offensiva francese, magistralmente condotta dal giovane generale che dimostrò grande abilità operativa e notevole decisione, permise di imporre la pace al Regno di Sardegna e costrinse infine anche l'Austria a concludere prima i preliminari di Leoben e quindi il Trattato di Campoformio nell'ottobre 1797, sancendo di fatto la sconfitta della prima coalizione.

## Premesse
Nel tardo 1791, le monarchie europee guardavano allarmate lo sviluppo della Francia e presero in considerazione l'ipotesi di intervenire in aiuto del re Luigi XVI di Francia o approfittare del caos che regnava in quello che fino a poco tempo prima era il suo regno. Il personaggio chiave di questo periodo fu l'Imperatore del Sacro Romano Impero Leopoldo II, fratello della regina francese Maria Antonietta: il 27 agosto, insieme al re Federico Guglielmo II di Prussia, emanò la dichiarazione di Pillnitz in cui si esprimeva tutto l'interesse dei due monarchi per il ritorno al potere di Luigi XVI e della sua famiglia, altrimenti si sarebbero verificate gravi conseguenze.
Oltre ai motivi ideologici di attrito, fra gli stati era da tempo in atto una disputa per i territori dell'Alsazia.

### La Francia dichiara guerra
Alla fine, il 20 aprile 1792, l'Assemblea legislativa francese dichiarò guerra alla Prussia e al Sacro Romano Impero nonostante l'opposizione del generale Dumouriez (costui in seguito si avvicinò alle posizioni contro-rivoluzionarie e cercò di far cadere il governo girondino, ma non ci riuscì ed emigrò in Austria).
I rivoluzionari girondini, sotto l'influenza di Jacques Pierre Brissot, speravano che la guerra, oltre ad esportare i loro ideali, creasse un'emergenza nazionale delle potenze nemiche tale da accelerare la loro sconfitta, mentre i monarchici cercarono di provocare l'intervento straniero che secondo loro avrebbe ristabilito l'ordine. Inoltre già nel 1791 Luigi XVI sperava in un'entrata in guerra del suo paese, sperando che una sconfitta forse lo avrebbe riportato in auge, ed incoraggiò anche i girondini per conseguire il comune obiettivo.

### Alti e bassi della Francia
Subito Dumouriez preparò l'invasione dei possedimenti asburgici in Olanda, ma l'esercito francese era disorganizzato ed insufficiente per far fronte al nuovo compito, così all'inizio si verificarono sconfitte e diserzioni.
Mentre la Francia tentava di arginare questi problemi, il generale prussiano Carlo Guglielmo Ferdinando stava assemblando un esercito presso Coblenza, con il quale iniziò l'invasione del suolo francese nel luglio 1792 conquistando facilmente le fortezze di Longwy e Verdun, quindi pubblicò uno scritto del principe emigrato Luigi-Giuseppe di Borbone-Condé con il quale faceva presente il suo intento di restaurare la monarchia e di reprimere ogni forma di ribellione. Anziché spaventare i rivoluzionari, queste azioni servirono piuttosto a motivarli e a far arrestare Luigi XVI.
L'avanzata proseguì, ma il 20 settembre 1792 i prussiani subirono una battuta d'arresto nella battaglia di Valmy anche per merito del generale francese Kellermann. La constatazione del fatto che la guerra stava diventando troppo lungo e costosa, indusse Carlo Guglielmo Ferdinando a ritirare il suo esercito per evitare altre sconfitte.
Nel frattempo l'esercito rivoluzionario aveva conseguito brillanti successi riuscendo ad occupare parte del Ducato di Savoia, Nizza e numerose città tedesche lungo il Reno (generale de Custine), mentre Dumouriez lanciò una nuova offensiva in Belgio strappando al Sacro Romano Impero la vittoria nella battaglia di Jemappes il 6 novembre, prendendo possesso di tutto il Paese entro la fine dell'inverno.

## Le guerre dal 1793 al 1797
Il 21 gennaio 1793 Luigi XVI venne ghigliottinato per ordine del governo rivoluzionario dopo un breve processo. Spagna, Napoli e Olanda si unirono alla prima coalizione, e anche la Gran Bretagna, inizialmente riluttante, entrò a farne parte. La risposta francese non si fece attendere molto, e iniziò così il reclutamento di massa della popolazione abile al servizio militare per incrementare le file dell'esercito.
Inizialmente comunque i rivoluzionari furono costretti a lasciare il Belgio e scoppiarono rivolte ad ovest e a sud, ma entro la fine dell'anno furono ristabiliti i confini prebellici e domate tutte le insurrezioni.

### L'esercito rivoluzionario francese dell'anno II

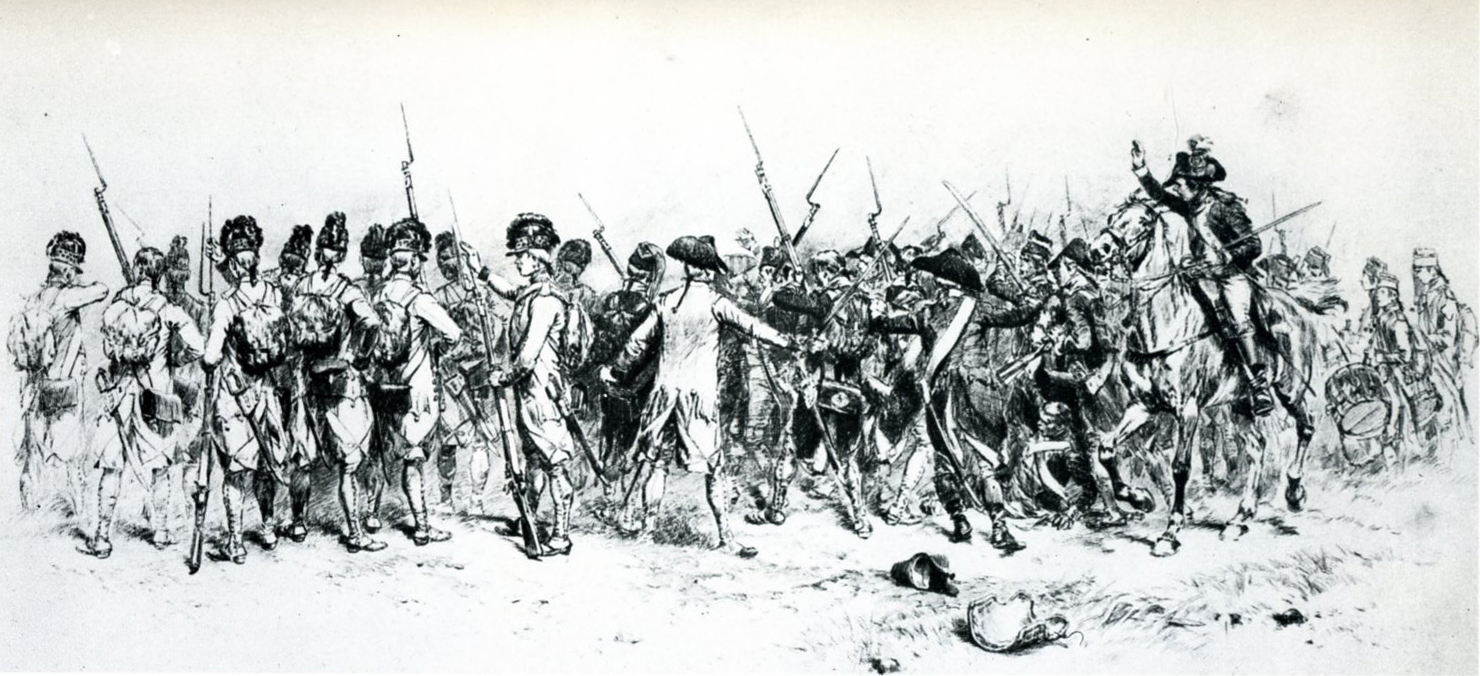
L'amalgama: truppe di linea con l'uniforme bianca e gli "azzurri", i volontari della rivoluzione con la divisa bleus.

Il maggiore impegno del governo rivoluzionario fu dedicato alla costituzione dell'esercito nazionale dell'anno II che divenne il simbolo dell'unità e dell'invincibilità della Repubblica, l'"Indivisibile", attaccata dalle potenze reazionarie. I principali artefici organizzativi furono, all'interno del Comitato di salute pubblica, Lazare Carnot, responsabile generale della pianificazione e della direzione, Prieur de la Côte-d'Or, che si assunse il compito di organizzare e potenziare l'armamento delle truppe, e Robert Lindet, assegnato all'equipaggiamento e al vettovagliamento dell'enorme massa di soldati. Il ministro della guerra, Jean Baptiste Bouchotte, efficiente e onesto, svolse ugualmente un ruolo fondamentale fino all'aprile 1794.
Tra i nuovi generali divennero preminenti giovani ufficiali totalmente dediti alla Repubblica e spesso fortementi legati alle parti politiche più oltranziste: Lazare Hoche era stato un seguace di Jean-Paul Marat, Jean-Baptiste Kléber e François-Séverin Marceau avevano approvato le misure terroristiche all'ovest di Jean Baptiste Carrier, Napoleone Bonaparte era un protetto ed un amico di Augustin de Robespierre e del suo potente fratello Maximilien de Robespierre.
Dal punto di vista della strategia, le armate rivoluzionarie potevano, disponendo di una grande quantità di soldati fortemente motivati e guidati da capi giovani ed energici, applicare le nuove dottrine strategiche basate sull'offensiva in massa, sulla costante tattica aggressiva, sulle cariche alla baionetta in colonne, sul concentramento nel punto debole del nemico. Il nuovo tipo di guerra prevedeva di abbandonare gli schieramenti a cordone, gli assedi delle piazzeforti e le lente e logoranti manovre tipiche degli eserciti dell'Antico regime. In pratica però spesso anche i generali francesi nel 1793 e 1794 dispersero una parte delle loro forze contro le piazzeforti o per presidiare il confine, e adottarono strategie di logoramento mirando a far ripiegare il nemico invece di cercare di distruggerlo. Solo il generale Bonaparte riuscì a sfruttare operativamente tutti i vantaggi forniti alla Francia dai suoi nuovi eserciti nazionali; egli, a partire dal 1796, comprese, sviluppò e applicò con grande abilità la nuova strategia di guerra.

### Vittorie delle armate rivoluzionarie
A partire dalla fine del 1793 il governo rivoluzionario, organizzato con tenacia e inflessibilità dal nuovo Comitato di salute pubblica, seppe dirigere efficacemente lo sforzo bellico della nazione e riuscì a fare fronte con successo alle continue minacce interne ed esterne alla Repubblica. I politici del Comitato, forti personalità dall'indiscutibile patriottismo e dalla grande fede repubblicana, riuscirono, esaltando propagandisticamente la lotta per la libertà dei cittadini della "Grande nazione", a rendere "popolare" la guerra contro le potenze dell'Antico regime e i loro popoli, ritenuti indifferenti e imbelli, "schiavi" dei loro monarchi. Fu soprattutto Bertrand Barère che si occupò della propaganda di guerra, entusiasmando la nazione con i suoi proclami (le carmagnole) che sbandieravano le vittorie e ridicolizzavano le monarchie aristocratiche.
Disprezzando i propri nemici e la passività dei popoli delle monarchie, i capi della Repubblica decisero che i territori conquistati sarebbero stati duramente depredati e che, dopo avere rifornite le truppe, i beni rimasti sarebbero stati trasferiti in Francia; il 24 fiorile anno II (13 maggio 1794) furono costituite in ogni armata le agenzie di requisizione per organizzare il saccheggio e lo sfruttamento. Tuttavia il Comitato di salute pubblica non intendeva con queste politiche aggressive continuare la guerra ad oltranza; esso temeva la possibilità di una dittatura militare; Lazare Carnot sperava di raggiungere la vittoria entro il 1794 mediante una grande offensiva decisiva: "bisogna vivere a spese del nemico o perire: la difensiva ci disonora e ci uccide".

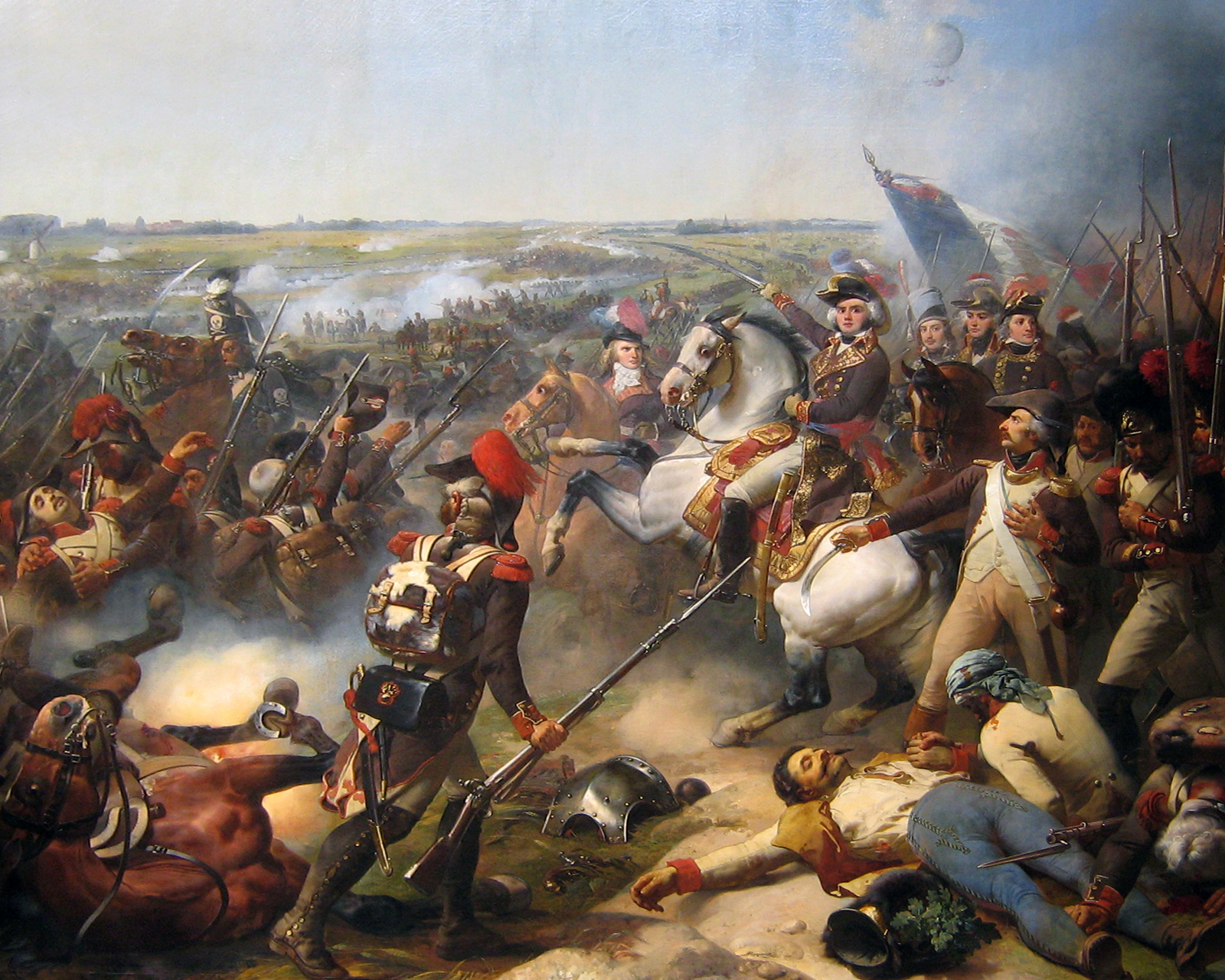
I generali Jean-Baptiste Jourdan (con la sciabola sguainata), François-Séverin Marceau, Jean-Baptiste Kléber e Jean Étienne Championnet guidano le truppe alla battaglia di Fleurus. Il rappresentante in missione Louis Antoine de Saint-Just, alla destra del generale Jourdan, è presente sul campo di battaglia.

Carnot aveva grandi meriti nel campo organizzativo e sollecitò continuamente i generali delle armate rivoluzionarie a sferrare grandi offensive in massa, ricercando costantemente la battaglia e lo scontro decisivo, ma sul piano della strategia le sue direttive del 1794 non si discostarono dalla consuetudine settecentesca. Sul confine belga, invece di concentrare le truppe centralmente per sfondare in direzione di Charleroi, Carnot ammassò oltre 150000 uomini nell'Armata del Nord del generale Jean-Charles Pichegru sull'ala sinistra per avanzare nelle Fiandre verso Ypres e Nieuport, cercando di far retrocedere con la manovra l'esercito alleato del duca di Coburgo. L'Armata delle Ardenne, sempre ufficialmente dipendente dal generale Pichegru, rimase di fronte a Charleroi con soli 25000 uomini, mentre sull'ala sinistra l'Armata della Mosella del generale Jean-Baptiste Jourdan aveva 40000 uomini per attaccare Liegi.
Nonostante le carenze del loro piano di operazioni, i francesi poterono ugualmente raggiungere il successo sfruttando gli errori e la scarsa coesione dei coalizzati. Invece di adottare il progetto del generale Mack che prevedeva di attaccare direttamente verso Parigi con la massa concentrata delle forze, il duca di Coburgo, comandante in capo alleato, distese oltre 185,000 uomini dal Mare del Nord al Lussemburgo; inoltre mentre 12000 britannici del duca di York rimanevano principalmente schierati nelle Fiandre, i 62000 prussiani del generale Möllendorff non collaborarono all'offensiva e rimasero inattivi sull'ala sinistra dei coalizzati. Il duca di Coburgo passò all'offensiva, anticipando i francesi e ottenne qualche successo a Landrecies e Le Cateau ma poi decise di deviare verso Lilla e una parte delle sue forze vennero sconfitte nella battaglia di Tourcoing il 13 maggio 1794.
La presenza sul campo dell'energico rappresentante in missione presso l'Armata delle Ardenne, Louis Antoine de Saint-Just, favorì la ripresa dell'iniziativa da parte dei francesi. Fortemente sollecitati a passare all'offensiva, i soldati dell'armata, saliti numericamente fino a 50000 uomini, furono trascinati da Saint-Just in una serie di drammatici attacchi oltre la Sambre; per quattro volte i tentativi di conquistare Charleroi furono respinti nonostante la determinazione e l'esaltazione rivoluzionaria delle truppe, ma nel frattempo il Comitato di salute pubblica diede ordine al generale Jourdan di marciare attraverso le Ardenne con una parte dei suoi soldati per rafforzare l'armata di Saint-Just. Non ostacolato dai prussiani che rimasero inattivi, il generale Jourdan si portò su Dinant e si ricongiunse con le altre forze delle Ardenne. Venne così costituita la nuova Armata di Sambre e Mosa che, sotto il comando del generale Jourdan e del rappresentante Saint-Just, sferrò un nuovo attaccò contro Charleroi che ebbe successo il 25 giugno 1794.
Il giorno seguente, 8 messidoro anno II (26 giugno 1794), il duca di Coburgo arrivò sul campo con parte delle sue forze e si combatté la battaglia di Fleurus; gli attacchi dei coalizzati furono respinti e i francesi contrattaccarono, Coburgo fu sconfitto ma riuscì a ripiegare ordinatamente. Il generale Jourdan poté quindi avanzare in Belgio e raggiungere Bruxelles il 22 messidoro (10 luglio) dove l'Armata di Sambre e Mosa fu raggiunta dalle truppe del generale Pichegru che avevano in precedenza occupato Ypres. In questa fase sorse un acceso contrasto tra i dirigenti francesi a causa della errata decisione di Carnot di dirottare parte delle forze del generale Jourdan verso la Zelanda; Saint-Just respinse nettamente il piano e sollecitò la ripresa dell'avanzata generale nei Paesi Bassi per sfruttare la debolezza del nemico.
Dopo le disfatte a Fleurus e Tourcoing gli eserciti coalizzati si disgregarono e mentre gli austriaci ripiegarono verso Aquisgrana, le truppe britanniche, hannoveriane e olandesi si ritirarono a nord verso il basso Reno; i francesi poterono quindi avanzare agevolmente e raggiungere nuovi successi. Il 9 termidoro anno II (27 luglio 1794), giorno della caduta di Robespierre, il generale Jourdan entrò a Liegi mentre il generale Pichegru occupò Anversa. Dopo una pausa impiegata per organizzare le retrovie, sfruttare le risorse dei territori occupati e conquistare le fortezze di confine di Landrecies, Condé-sur-l'Escaut, Le Quesnoy e Valenciennes, le cui guarnigioni si arresero subito sotto la minaccia di essere sterminate, le armate rivoluzionarie ripresero l'offensiva in settembre. L'Armata di Sambre e Mosa del generale Jourdan superò l'Ourthe e la Roer e raggiunse il Reno; più a sud anche i prussiani si stavano ritirando e le armate francesi del Reno e della Mosella invasero il Palatinato, bloccarono Magonza e occuparono il 4 nevoso anno III (24 dicembre 1794) Mannheim. A nord alla fine di dicembre il generale Pichegru, sfruttando il congelamento dei grandi fiumi Mosa, Waal e Leck, conquistò senza difficoltà l'Olanda, mentre i britannici ripiegavano nell'Hannover; la flotta olandese bloccata dai ghiacci venne sorpresa e catturata dalla cavalleria francese al Texel.

### Trattative di pace

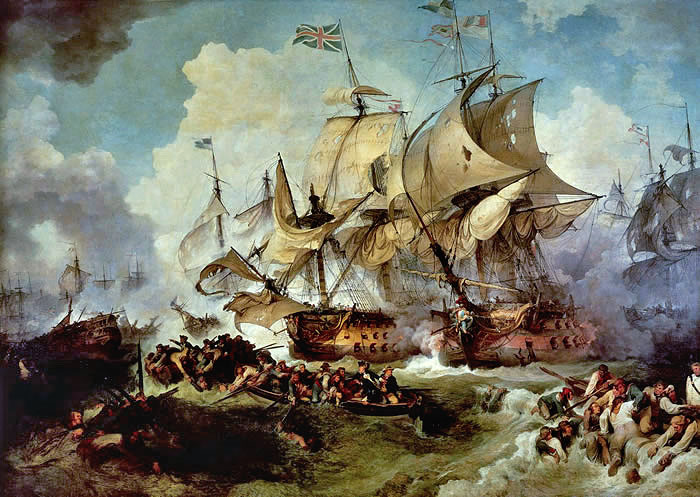
La battaglia navale del 13 pratile anno II ("il glorioso Primo di giugno").

Anche sugli altri fronti terrestri le armate rivoluzionarie raggiunsero una serie di vittorie nella seconda metà del 1794; sui Pirenei il generale Jacques François Dugommier e il generale Jeannot de Moncey sconfissero ripetutamente gli spagnoli. A maggio il generale Dugommier riconquistò il campo di Le Boulou e le piazzeforti e la Catalogna venne invasa, mentre a occidente il generale Moncey il 6 e 7 termidoro (24 e 25 luglio) occupò Fontarabia e San Sebastián. A novembre il generale Dugommier, rinforzato con l'afflusso di rinforzi, vinse la importante battaglia della Sierra nera; il comandante francese cadde ucciso sul campo ma le truppe francesi dopo la vittoria poterono conquistare Figuereas e Rosas. Carnot invece preferì rinunciare ai progetti di offensiva in Italia studiati e proposti dal generale Napoleone Bonaparte che erano stati fortemente sostenuti dai due fratelli Robespierre; dopo il colpo di Stato del 9 termidoro i piani del generale furono accantonati da Carnot e lo stesso Bonaparte venne temporaneamente rimosso dall'incarico di comandante dell'artiglieria dell'armata.
Mentre sui fronti terrestri le armate rivoluzionarie ottenevano brillanti vittorie, sui mari il predominio britannico si rafforzava. Nel Mar Mediterraneo la Royal Navy controllava le coste toscane e liguri e aveva preso possesso della Corsica con la collaborazione di Pasquale Paoli; nell'Oceano Atlantico tuttavia le squadre francesi riuscivano ancora a contrastare il predominio nemico e dopo la battaglia del 9, 10 e 13 pratile (28-29 maggio e 1º giugno 1794), l'ammiraglio Thomas Villaret de Joyeuse riuscì, pur a costo di gravi perdite, a scortare fino a Brest un grande convoglio di grano. Nelle colonie la guerra andò avanti con alterne vicende: mentre i britannici occuparono Saint-Pierre e Miquelon, le Isole Sopravento e la Martinica, i francesi mantennero il possesso della Guadalupa e di Santo Domingo, dove furono aiutati dai combattenti di colore capitanati da Toussaint Louverture, resi liberi dal decreto della Convenzione del 16 piovoso anno II (4 febbraio 1794)

### La campagna del 1795 in Germania
Le condizioni delle armate rivoluzionarie, dopo la caduta dei giacobini e l'assunzione del potere dei Termidoriani, erano nettamente peggiorate. Dopo la sospensione dell'intervento diretto statale, il vettovagliamento e l'armamento dell'esercito erano di nuovo affidati a fornitori privati e speculatori, con conseguenze disastrose per le condizioni delle truppe. I soldati realmente disponibili, su una forza teorica di 1100000 uomini, scesero a soli 454000, le diserzioni aumentarono nettamente e i disertori non vennero perseguiti, anche se lo spirito patriottico e rivoluzionario rimase nei reparti combattenti. Inoltre l'offensiva in Germania, a cui doveva partecipare anche l'Armata del Reno e della Mosella del generale Jean-Charles Pichegru, venne rovinata dalla segreta defezione di quest'ultimo che, ambizioso e debole, si fece corrompere nel giugno 1795 dagli inviati realisti del principe di Condé e ritardò i preparativi della campagna fino a settembre.

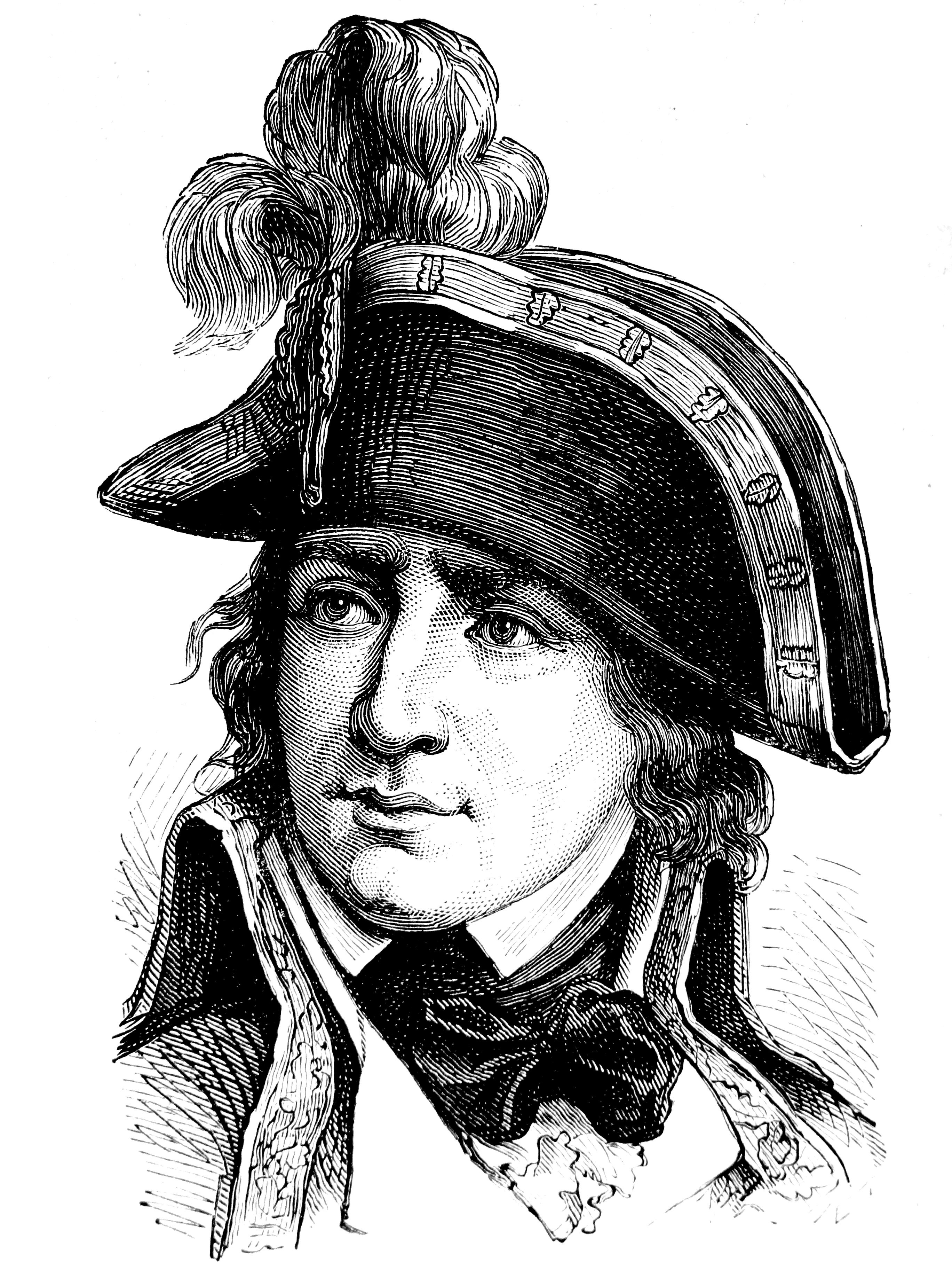
Il generale Jean-Charles Pichegru.

Nell'estate 1795 fallirono le trattative per una pace generale; Federico Guglielmo II di Prussia rifiutò di concedere la Renania e respinse le proposte francesi di alleanza; egli accettò, dopo accesi contrasti con le altre potenze, le decisioni della terza spartizione della Polonia del 3 agosto 1795; l'Austria proclamò che avrebbe accettato una pace generale solo se fosse stata rispettata l'integrità della Germania; anche la Russia entrò nella coalizione il 28 settembre.
Anche i Termidoriani erano decisi a combattere; le istanze favorevoli alle annessioni erano ancora forti tra i politici della Convenzione e la propaganda rivoluzionaria era ripresa; vennero dati ordini alle armate di attaccare. L'Armata di Sambre e Mosa del generale Jourdan prese l'offensiva e attraversò il Reno a Düsseldorf e Neuwied il 20 fruttidoro anno IV (6 settembre 1795), costringendo il generale Clerfayt a ripiegare sul Meno e poi sul Neckar, abbandonando la copertura di Magonza. Il generale Pichegru, comandante dell'Armata del Reno e Mosella, tuttavia non attaccò contemporaneamente da Mannheim; egli era coinvolto da tempo in trattative con il nemico, da cui riceveva compensi in denaro, e ritardò il raggruppamento delle sue forze. Egli si decise infine a portare avanti due divisioni che vennero però attaccate dalle truppe austriache del generale Quasdanovic e duramente battute il 23 settembre.

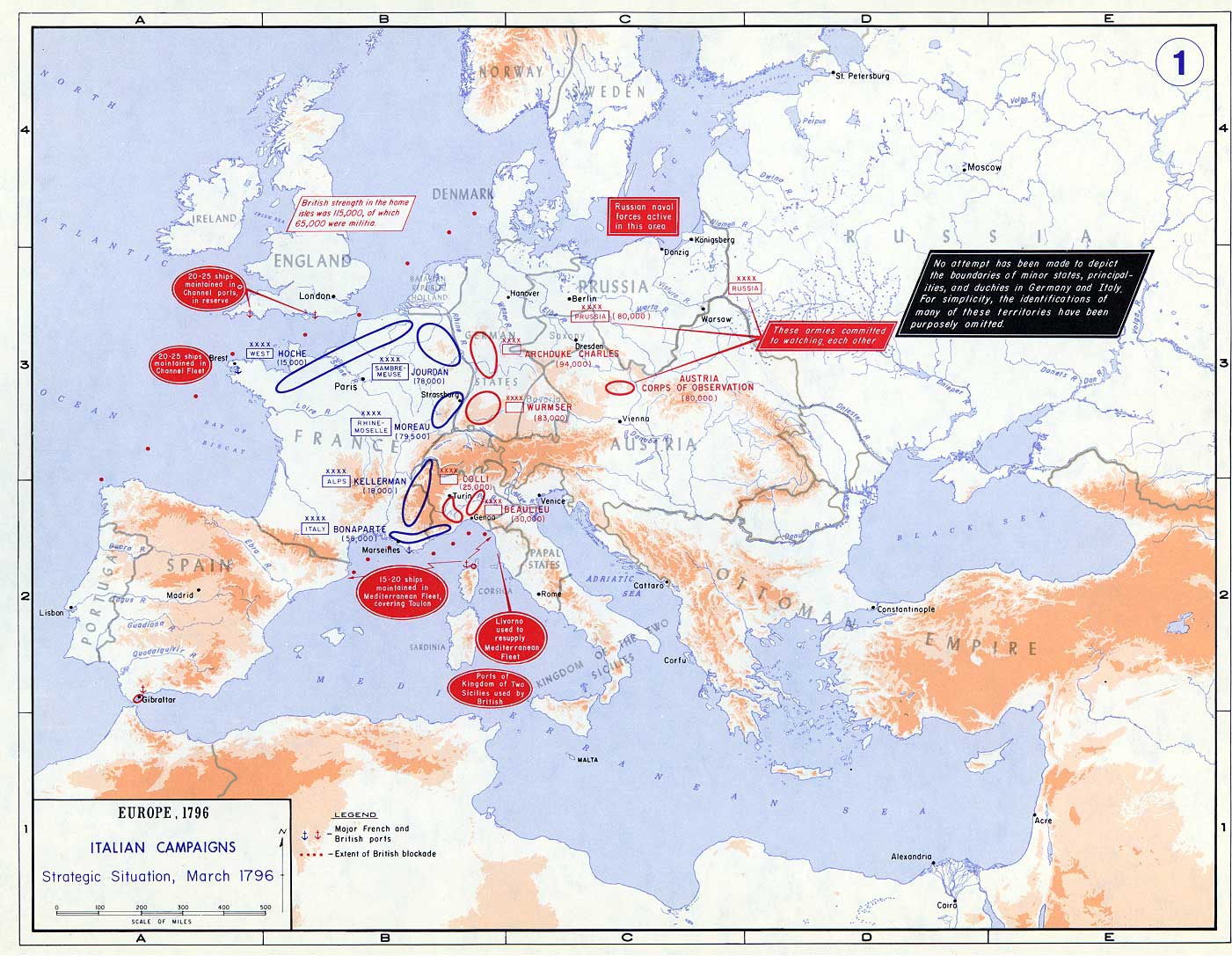
La situazione strategica in Europa alla vigilia della campagna del 1796.

Nonostante questi insuccessi il Comitato di salute pubblica termidoriano prese la grave decisione di proporre alla Convenzione l'annessione del Belgio che venne approvata dall'assemblea il 9 vendemmiaio (1º ottobre 1795); si discusse anche di una annessione della Renania. Ben presto tuttavia le operazioni volsero in modo ancor più sfavorevole ai francesi, il generale Pichegru continuò a rimanere inattivo e il generale Clerfayt fu quindi libero di sbloccare Magonza e respingere oltre il Reno l'Armata di Sambre e Mosa del generale Jourdan. Il 21 novembre le truppe austriache del feldmaresciallo Dagobert von Wurmser, provenienti dall'alto Reno, riconquistarono Mannheim e invasero il Palatinato; il generale Pichegru venne battuto e costretto a ripiegare oltre il fiume Queich.
La campagna del 1795 si era quindi conclusa con un chiaro fallimento per la Repubblica; dopo essersi inimicata tutte le potenze con le sue decisioni annessionistiche, essa aveva inoltre perso terreno in Germania, e l'Austria, dopo aver stabilizzato la situazione in Polonia e aver ottenuto la collaborazione della Russia, era pronta ad una nuova campagna di primavera nel 1796. In realtà anche il Direttorio, la nuova struttura di potere creata con la costituzione dell'anno III insediatasi il 26 ottobre 1795, era intenzionato a riprendere con maggiore energia la guerra contro i coalizzati; esso mirava ad invadere nuovamente la Germania e anche l'Italia per disporre di territori da depredare e per far vivere le armate rivoluzionarie con le risorse saccheggiate nel paese nemico; si sperava inoltre di costringere le potenze europee alla pace, accettando l'annessione francese del Belgio ed anche il raggiungimento dei "confini naturali", per mezzo della vittoria militare e della conquista di territori da scambiare con concessioni al tavolo delle eventuali trattative. Questi piani di ulteriori conquiste avrebbero invece condotto la Repubblica ad una nuova espansione rivoluzionaria, accrescendo i timori delle potenze europee, rafforzandone la resistenza e conducendo inevitabilmente verso la "guerra eterna" per la conservazione dei cosiddetti "confini naturali".
Le armate rivoluzionarie furono riorganizzate per la campagna del 1796 e i cosiddetti "commissari alle armate" sostituirono i rappresentanti in missione del Comitato di salute pubblica nel ruolo di controllori dei capi militari e di delegati amministrativi del potere politico. Il piano stabilito da Lazare Carnot, tornato a dirigere la guerra come membro del Direttorio, prevedeva una grande offensiva principale in Germania con l'Armata di Sambre e Mosa del generale Jourdan e l'Armata del Reno e Mosella passata al comando del generale Jean Victor Moreau dopo la destituzione dell'infido e mediocre generale Pichegru. Le due armate avrebbero operato separatamente in direzione di Vienna, mentre l'Armata d'Italia del generale Barthélemy Schérer, molto più debole, doveva limitarsi ad un'offensiva locale per attirare una parte delle forze nemiche.

### Campagna in Italia del generale Bonaparte

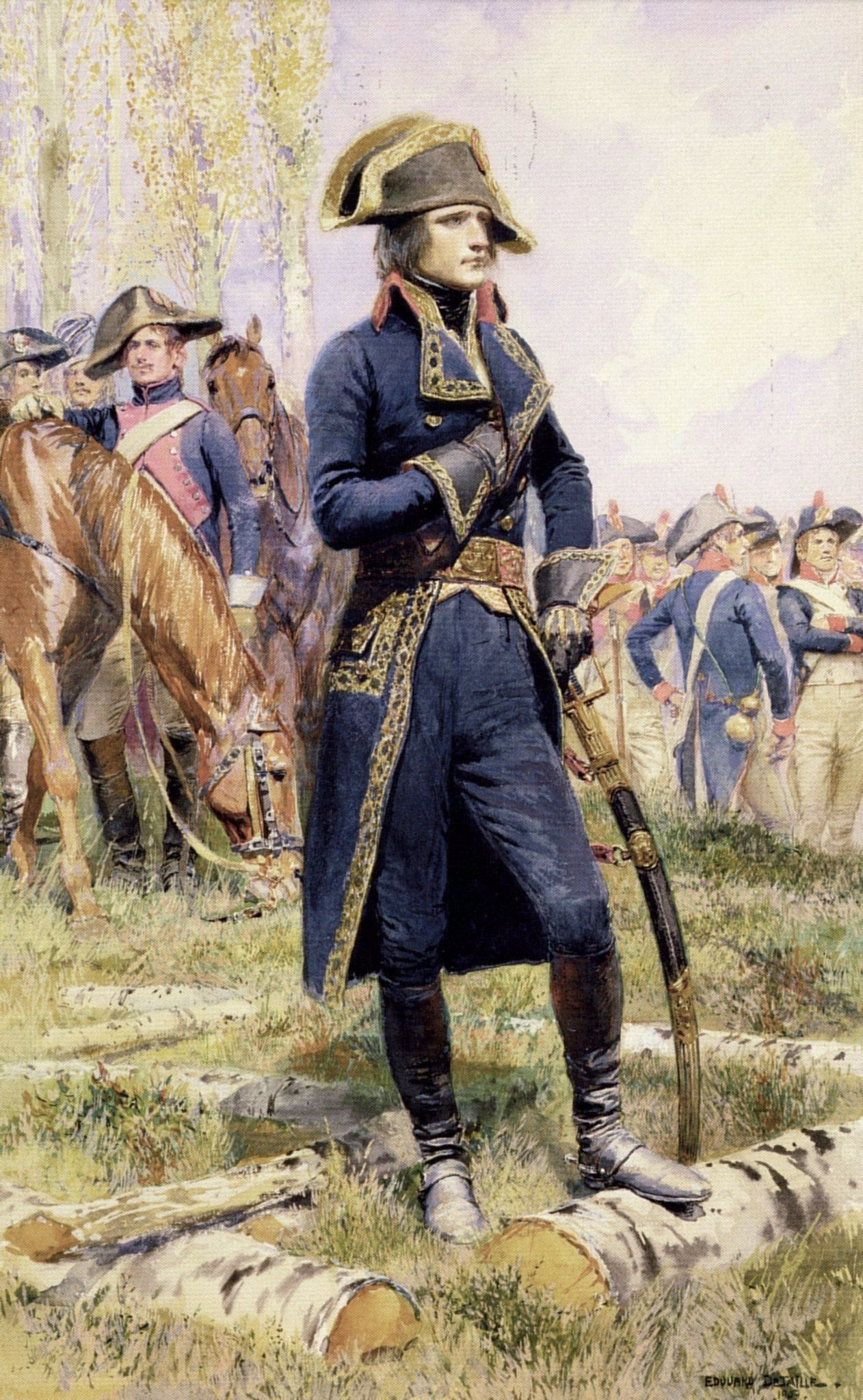
Il generale Napoleone Bonaparte nel periodo della prima campagna d'Italia.

#### Da Montenotte a Milano
Il 12 ventoso anno IV (2 marzo 1796) il giovane generale Napoleone Bonaparte assumeva il comando della Armée d'Italie in sostituzione del generale Schérer; il nuovo comandante era da molti mesi ideatore di una audace strategia offensiva in Italia settentrionale per colpire il punto debole dell'Austria e del suo alleato Piemonte e provocare una svolta nella guerra. Tale strategia, ripetutamente suggerita dal generale con una serie di note al Comitato di salute pubblica fin dall'anno II, non era affatto condivisa da Lazare Carnot che continuava ad assegnare il ruolo principale alle armate schierate in Germania e riduceva i compiti dell'armata in Italia a quelli di un utile diversione.
Pertanto l'armata era fortemente carente di uomini e mezzi e inoltre lacerata da rivalità tra i comandanti. Il generale Bonaparte, nonostante la giovane età e l'aspetto fisico non impressionante, dimostrò subito grande energia e decisione, seppe galvanizzare i suoi soldati con promesse di bottino, e condusse magistralmente le prime fasi della campagna in cui per la prima volta diede prova delle sue straordinarie capacità strategiche e tattiche. Radunando una massa di manovra di 38000 soldati, il generale Bonaparte contava di sconfiggere separatamente i piemontesi e gli austriaci, partendo dalle posizioni già raggiunte nell'alta valle del Tanaro e sui passi verso la Bormida. Ingannato da una finta francese lungo la costa ligure verso Genova, il comandante austriaco Jean-Pierre de Beaulieu frammentò le sue forze e solo il distaccamento di 11000 soldati del generale Eugène-Guillaume Argenteau collaborò nel settore di Dego con i 12000 piemontesi del generale Luigi Leonardo Colli schierati a Ceva e Cosseria.

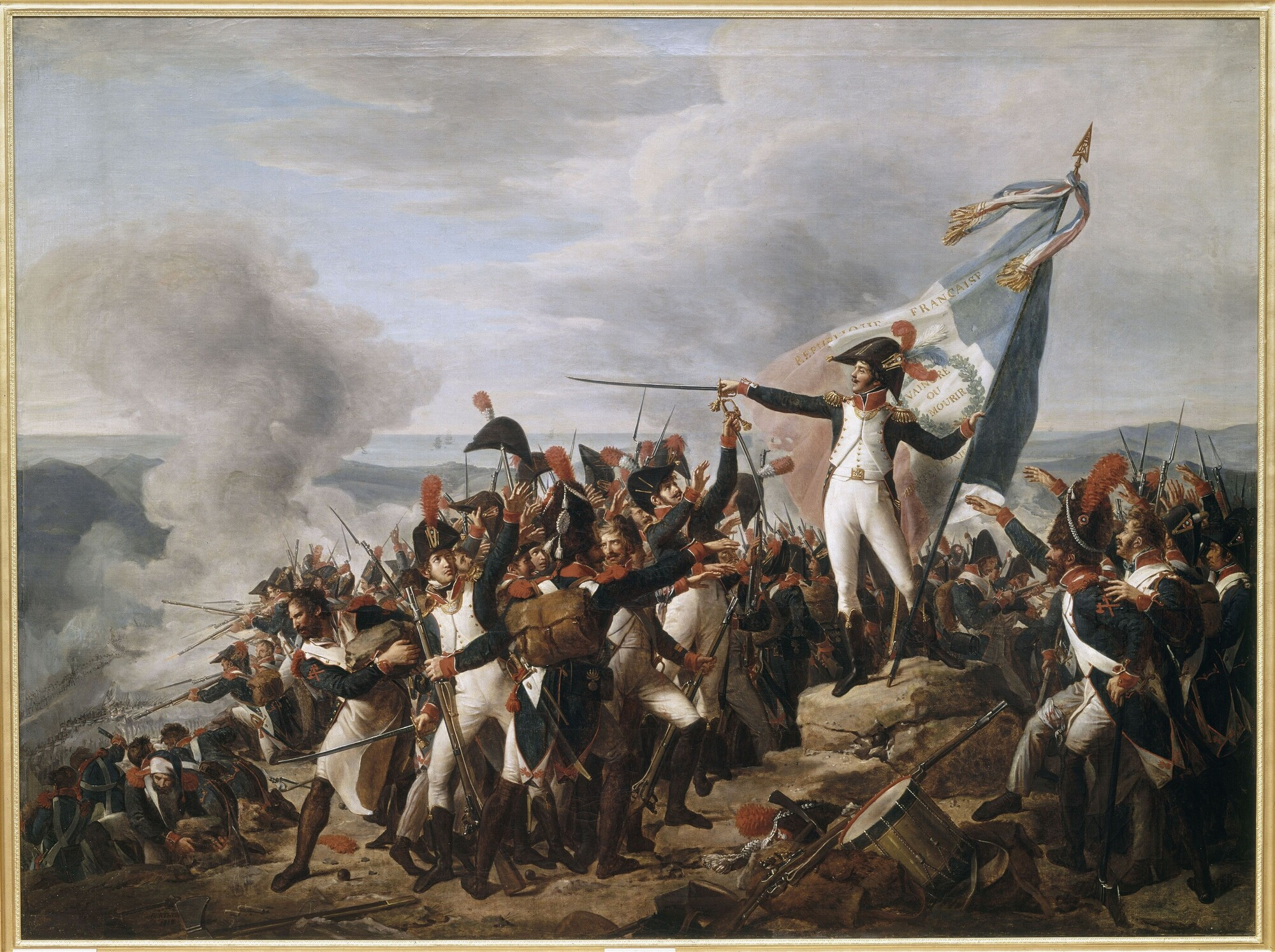
Truppe francesi durante la battaglia di Montenotte.

Schierati su un fronte troppo esteso e con precari collegamenti, gli austro-piemontesi furono sorpresi dall'improvvisa irruzione francese al centro a Carcare che immediatamente frazionò le loro forze; manovrando con abilità e grande rapidità il generale Bonaparte, coadiuvato da abili luogotenenti come i generali Louis Alexandre Berthier, Andrea Massena e Pierre Augereau, prima sconfisse gli austriaci nella battaglia di Montenotte il 12 aprile e nella battaglia di Dego il 15 aprile, respingendoli in rotta verso Acqui Terme, quindi con un nuovo concentramento di forze, attaccò i piemontesi del generale Colli. Dopo la vittoria a Millesimo i francesi furono respinti a Cosseria e Ceva il 16 aprile, ma aggirarono le posizioni nemiche costringendo i piemontesi a ripiegare; infine inflissero la sconfitta decisiva a Mondovì il 21 aprile. I resti delle truppe del generale Colli si ritirarono su Torino, mentre il generale Beaulieu ripiegava a nord del Po dopo aver frettolosamente raggruppato le sue forze. La vittoria del generale Bonaparte nella travolgente campagna di Montenotte ebbe immediati effetti politici: la corte piemontese, impressionata dalla sconfitta e timorosa di sollevazioni giacobine, abbandonò la coalizione e concluse il 28 aprile l'armistizio di Cherasco; il 15 maggio il Piemonte avrebbe firmato il trattato di pace con la Francia rivoluzionaria cedendo la Savoia e Nizza alla Repubblica.
Il generale Bonaparte, dopo questo primo successo, riprese subito la sua offensiva e mentre gli austriaci ripiegavano oltre il Ticino, attraversò di sorpresa il Po a Piacenza, minacciando di prendere alle spalle il nemico; il generale Beaulieu riuscì a sfuggire ritirandosi ancora oltre l'Adda ma venne a sua volta superato dai francesi a Lodi, dove lo stesso generale Bonaparte guidò il 10 maggio l'attacco al ponte sul fiume, difeso dalle retroguardie austriache. L'armata d'Italia entrò a Milano dove Bonaparte di propria iniziativa si mise subito ad organizzare i simpatizzanti filofrancesi giacobini, promettendo l'indipendenza e assegnando la coccarda tricolore alla guardia nazionale appena costituita; il generale peraltro effettuò anche requisizioni e contribuzioni forzose che provocarono rivolte duramente represse soprattutto a Pavia.
L'avanzata francese riprese subito con successo, il generale Bonaparte attraversò il Mincio a Borghetto il 30 maggio e pose l'assedio alla fortezza di Mantova; l'esercito austriaco avendo violato la neutralità della Repubblica di Venezia, il generale si impadronì di Verona e inoltre furono occupate senza resistenza Bologna e Ferrara mentre i duchi di Parma e di Modena, intimoriti dalla minacciosa armata francese, si affrettarono a firmare degli armistizi e furono costretti a versare elevati contributi. Un reparto francese raggiunse anche Livorno mentre il generale Bonaparte, insediato nella sua conquista, assumeva un ruolo dominante in Italia e mostrava la sua indipendenza dalle disposizioni del Direttorio.
Il generale, avendo raggiunto grande fama e prestigio e avendo preso possesso della sua conquista, agiva ora in autonomia; il territorio fu sottoposto a pesanti contribuzioni che solo in parte furono inviate in Francia; l'esercito, devoto al suo comandante, beneficiò dei saccheggi e ricevette metà della paga in numerario. Esso era ormai uno strumento nelle mani del generale Bonaparte che, circondato da fornitori, personaggi equivoci e ammiratori, mostrava la sua crescente ambizione dopo la continua serie di vittorie.

#### Da Castiglione a Rivoli

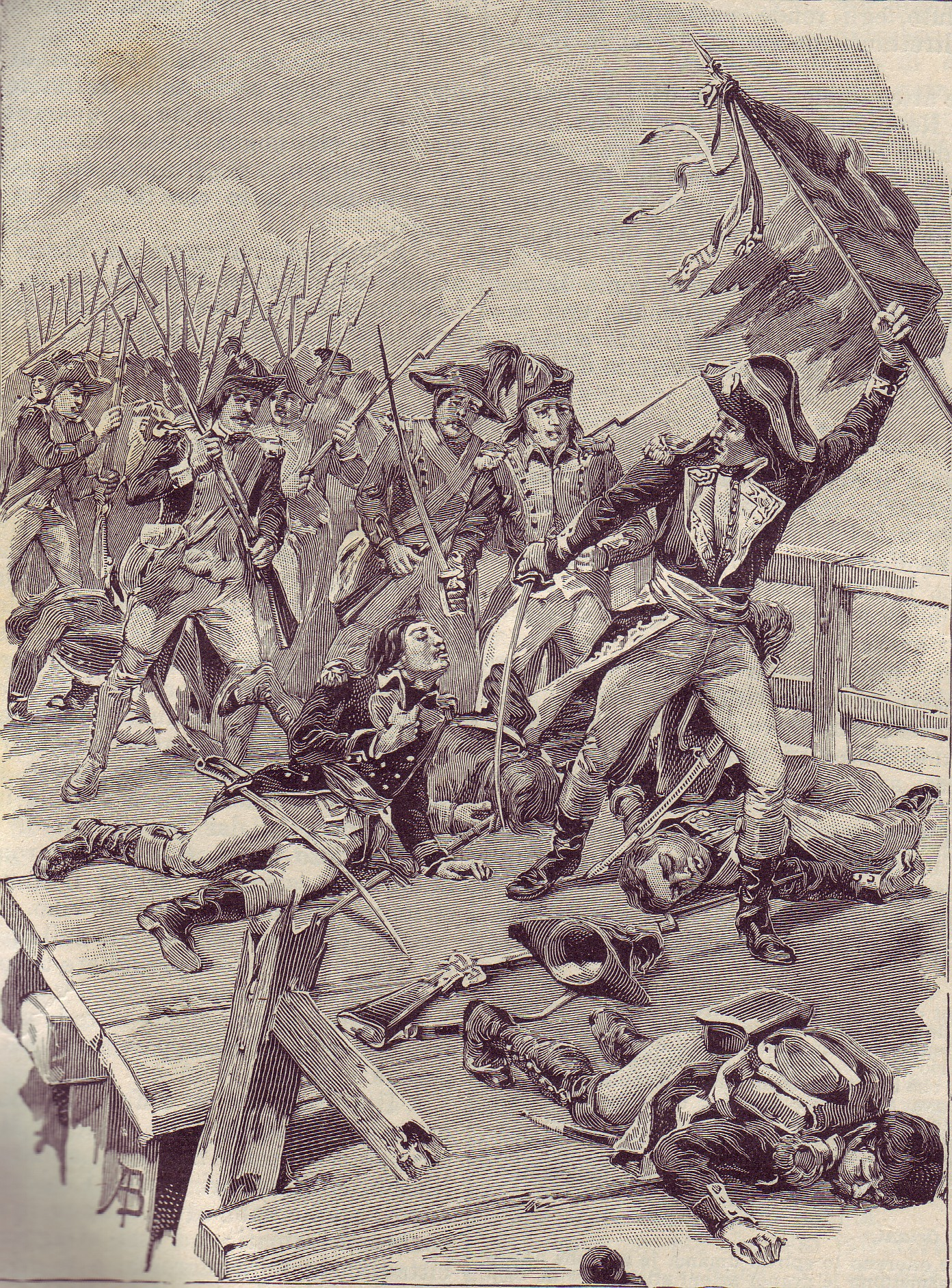
Il generale Bonaparte guida i soldati all'assalto del ponte di Arcole.

L'Austria non intendeva cedere l'Italia e, rafforzata dai successi ottenuti sul fronte tedesco dall'arciduca Carlo, distaccò notevoli contingenti di truppe di rinforzo che furono raggruppate nel Trentino al comando del feldmaresciallo von Wurmser per sferrare un'offensiva contro l'Armata d'Italia e sbloccare la fortezza di Mantova. Alla fine di luglio 1796 gli austriaci passarono all'attacco discendendo, divisi in varie colonne, lungo i due lati del lago di Garda; il generale Bonaparte si trovò in difficoltà e visse momenti di grande tensione, ma seppe sfruttare audacemente la frammentazione delle forze nemiche. Il comandante in capo tolse temporaneamente l'assedio da Mantova, raggruppò tutte le sue forze e, con una serie di marce forzate e di violenti assalti, sconfisse gli austriaci nella battaglia di Lonato il 3 agosto e nella battaglia di Castiglione il 5 agosto. Il feldmaresciallo von Wurmser, duramente sconfitto, batté in un primo tempo in ritirata verso Trento, quindi iniziò una nuova manovra attraverso la valle del Brenta per tentare di ricongiungersi con la guarnigione di Mantova, ma il generale Bonaparte lo seguiva da vicino e raggiunse le colonne nemiche che furono ancora sconfitte nella battaglia di Rovereto e, l'8 settembre, nella battaglia di Bassano. Gli austriaci furono tagliati fuori e il feldmaresciallo von Wurmser venne respinto su Mantova dove il 15 settembre venne accerchiato; i francesi ripresero l'assedio della fortezza.
Dopo queste nuove vittorie il generale Bonaparte accentuò la sua politica personale nella penisola, non contrastato dai commissari del Direttorio Garrau e Saliceti, il comandante in capo organizzò una Legione Lombarda di volontari, invase il ducato di Modena e Reggio e il 15 ottobre, attraverso le deliberazioni di un congresso di rappresentanti filo-francesi locali, decretò la costituzione della Repubblica Cispadana unendo Modena con le Legazioni tolte al Papa. Il generale Bonaparte dominava sempre più la situazione e, dopo aver infine esautorato i commissari, organizzò un'amministrazione in Lombardia direttamente dipendente dall'esercito; anche il nuovo rappresentante del Direttorio Henri-Jacques Clarke, inviato da Carnot per svolgere un'inchiesta sull'operato del generale e concludere un armistizio, divenne rapidamente un ammiratore e un fautore di Bonaparte che rimase libero di gestire autonomamente la situazione militare e politica in Italia.
Durante il mese di novembre 1796 l'Austria fece un nuovo tentativo di rovesciare le sorti della guerra in Italia e sbloccare la fortezza di Mantova; il nuovo comandante, il feldmaresciallo Joseph Alvinczy, concentrò un altro esercito che mise in seria difficoltà i francesi; gli austriaci respinsero gli attacchi a Caldiero e raggiunsero Verona. In questa fase le condizioni materiali dell'Armata d'Italia tornarono critiche e il generale Bonaparte rischiò la sconfitta. Nei tre giorni di aspri scontri della battaglia del Ponte di Arcole (14-17 novembre 1796) il generale raggiunse infine la vittoria e l'esercito nemico dovette riparare di nuovo in Trentino. Nel gennaio 1797 il feldmaresciallo Alvinczy fece un ultimo tentativo di sbloccare Mantova e sconfiggere l'Armata d'Italia; il 14 e il 15 gennaio 1797 il generale Bonaparte combatté e vinse la decisiva battaglia di Rivoli. L'esercito austriaco marciò dal Trentino diviso in numerose colonne separate che vennero sistematicamente contrattaccate e distrutte dai francesi; i resti si ritirarono in rotta, la colonna diretta su Mantova venne accerchiata e costretta alla resa dal generale Bonaparte il 16 gennaio. La fortezza di Mantova fu finalmente costretta alla capitolazione che venne conclusa il 2 febbraio 1797. La grande vittoria suscitò entusiasmo in Francia e fece salire ancora la fama e il prestigio del comandante in capo; il Direttorio ritenne di assecondare i suoi programmi espansionistici; Clarke ricevette disposizioni per consolidare la Repubblica Cispadana, e si ordinò a Bonaparte di marciare verso Roma contro il papa.

### Rovesci francesi in Germania
Secondo i progetti di Carnot, l'offensiva principale contro l'Austria avrebbe dovuto essere sferrata sul fronte tedesco dove l'Armata di Sambre e Mosa del generale Jourdan e l'Armata del Reno e Mosella del generale Moreau avrebbero attaccato separatamente e sconfitto gli eserciti austriaci al comando dell'arciduca Carlo e del feldmaresciallo von Wurmser prima di marciare direttamente su Vienna. In realtà i due generali, operando indipendentemente e non coordinando le loro manovre, non si mossero tempestivamente e furono anticipati dall'offensiva del generale Bonaparte che ebbe inizio nella prima metà di aprile e ottenne subito inattesi successi. Solo il 31 maggio 1796 il generale Jourdan iniziò l'offensiva sulla riva destra del Reno passando il fiume a Düsseldorf e Neuwied, mentre il generale François-Séverin Marceau raggiunse Magonza, ma nel frattempo il generale Moreau era rimasto quasi inattivo. L'arciduca Carlo poté quindi concentrare le sue forze e attaccare il 15 giugno a Wetzlar; il generale Jourdan preferì ripassare il Reno, il generale Jean-Baptiste Kléber fu sconfitto ad Altenkirchen e gli austriaci mantennero il possesso della riva sinistra del fiume.

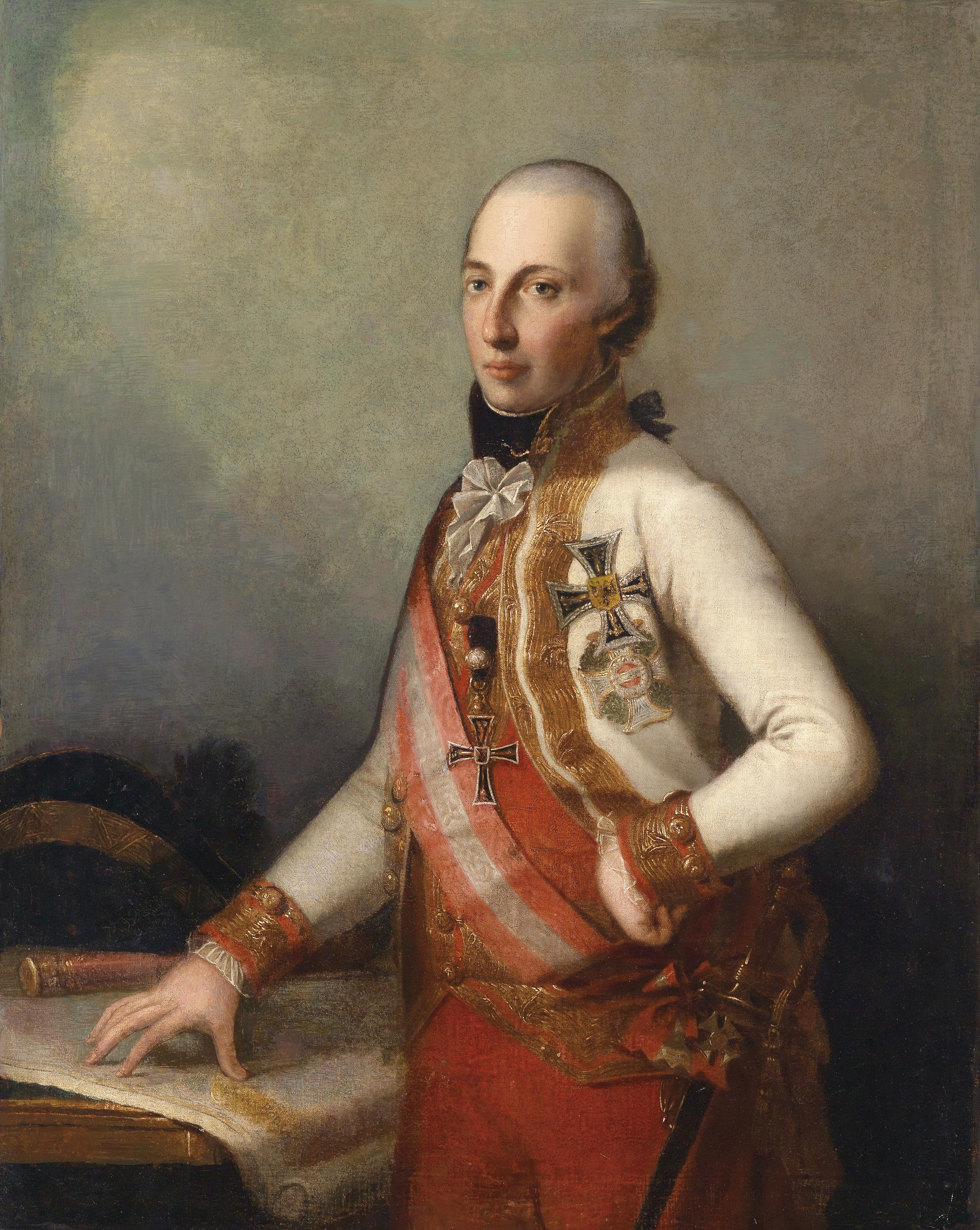
L'arciduca Carlo vincitore in Germania contro le armate francesi.

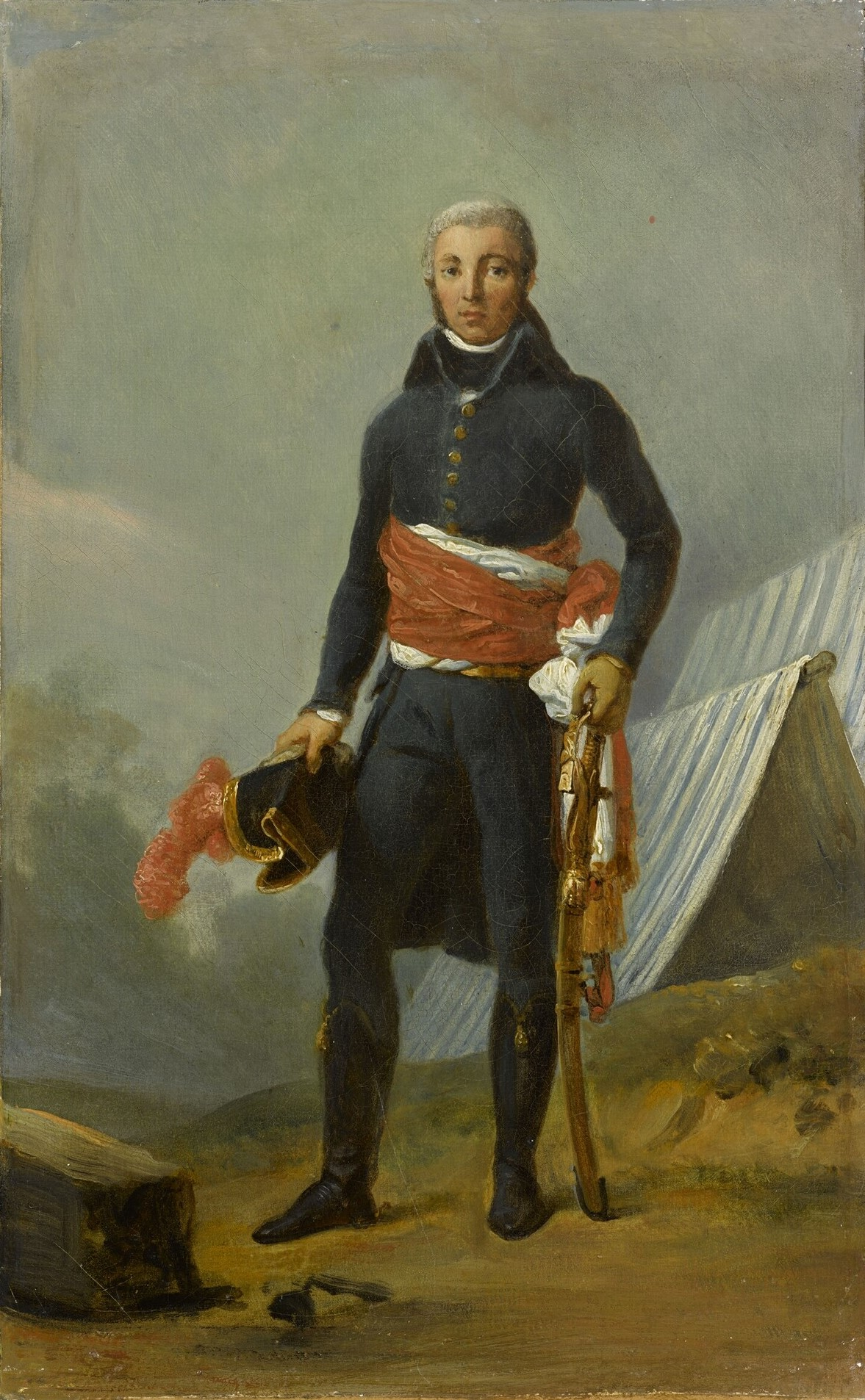
Il generale Jean Victor Moreau, comandante dell'Armata di Reno e Mosella.

La situazione divenne più favorevole ai francesi grazie alle vittorie del generale Bonaparte sul fronte italiano; il feldmaresciallo von Wurmser ricevette ordine di abbandonare il Palatinato e trasferire una parte delle sue truppe nel Trentino per sbloccare la fortezza di Mantova; il generale Moreau poté quindi avanzare e il 24 giugno attraversò finalmente il Reno a Kehl con le truppe del generale Louis Desaix, mentre il generale austriaco Maximilien Latour, dopo aver difeso Mannheim si ritirava dietro l'Alf dove venne raggiunto dall'arciduca Carlo con una parte delle sue truppe. L'arciduca tentò di frenare l'avanzata del generale Moreau ma in un primo tempo venne respinto sul Neckar e il 10 luglio preferì ripiegare abbandonando Stoccarda. Anche il generale Jourdan riprese l'offensiva con una parte delle sue forze, ripassò il Reno e marciò su Bamberga e Amberg mentre il generale Wilhelm von Wartensleben, rimasto a fronteggiare l'Armata di Sambre e Mosa, ripiegò a sua volta dietro il fiume Naab dove i francesi arrivarono il 20 agosto. Nel frattempo il generale Moreau era stato attaccato di sorpresa dall'arciduca Carlo l'11 agosto ma la battaglia di Neresheim, inizialmente favorevole agli austriaci, si concluse con la vittoria dei francesi e l'arciduca ripresa la ritirata attraversando il Danubio e il Lech; il generale Moreau lo seguì lentamente e con molte esitazioni in direzione di Donauwörth e Höchstädt.
L'arciduca Carlo poté quindi sfruttare la lentezza e le indecisioni del generale Moreau per cercare di battere il generale Jourdan e impedire il ricongiungimento delle due armate francesi attraverso il Danubio. Il comandante in capo austriaco lasciò il generale Latour con una parte delle sue truppe a contrastare e trattenere l'Armata di Reno e Mosella mentre egli si portò personalmente con 30000 uomini a nord per manovrare di concerto con il generale von Wartensleben schierato sul Naab. Gli austriaci dell'arciduca Carlo respinsero le truppe del generale Jean-Baptiste Jules Bernadotte a Neumarkt il 22 agosto e quindi raggiunsero Norimberga; il generale Jourdan, minacciato alle spalle, decise quindi di ritirarsi. Il generale francese venne sconfitto dall'arciduca nella battaglia di Würzburg il 3 settembre e continuò la ritirata fino al fiume Lahn da dove, dopo una nuova sconfitta a Altenkirchen, si diresse sul Reno e ripassò il fiume alla fine di settembre.
Nel frattempo il generale Moreau aveva attraversato il Danubio solo il 23 agosto e aveva raggiunto il Lech con la sua armata divisa in tre gruppi; il generale Latour dovette cedere anche questa posizione e si portò sull'Isar, mentre il generale Moreau continuò ad avanzare con grande cautela e il 9 settembre occupò Monaco, dopo di che sospese gli attacchi e disperse in parte le sue forze. L'arciduca Carlo, liberatosi del generale Jourdan ormai in piena ritirata, aveva deciso di tornare in Baviera per affrontare l'Armata di Reno e Mosella; mentre con 12000 uomini marciava verso sud, egli distaccò un corpo di truppe per attaccare le retrovie francesi e minacciare i ponti sul Reno di Kehl e Huningue. Il generale Moreau, fortemente allarmato dalla minaccia alle sue linee di comunicazione, iniziò subito a ripiegare, abbandonò il Lech e proseguì dal 21 al 24 settembre fino al fiume Iller, inseguito dagli austriaci del generale Latour.
La situazione del generale Moreau divenne critica; avendo gli austriaci bloccato gli sbocchi delle Montagne Nere, egli dovette ripiegare attraverso le gole della valle dell'Inferno; dopo un riuscito contrattacco contro le forze del generale Latour nella battaglia di Biberach il 2 ottobre, i francesi riuscirono ad attraversare l'aspro territorio montuoso e boscoso tra il 12 e il 15 ottobre e raggiunsero Friburgo. L'arciduca Carlo non concentrò in tempo le sue forze e gli attacchi austriaci furono respinti il 18 e il 23 ottobre, ma il generale Moreau dovette infine ripassare a sua volta il Reno il 26 ottobre sul ponte di Huningue.
L'offensiva francese in Germania era quindi fallita e l'arciduca Carlo avrebbe potuto trasferirsi in Italia con parte delle sue forze per rovesciare la situazione, ma durante l'inverno gli austriaci persero tempo per assediare le due teste di ponte sul Reno di Kehl e Huningue che le guarnigioni francesi del generale Louis Desaix e del generale Jean Charles Abbatucci difesero efficacemente; Kehl capitolò solo il 10 gennaio 1797 mentre Huningue si arrese il 19 febbraio 1797.

### Trattato di Campoformio
Il generale Bonaparte dopo la caduta di Mantova aveva in un primo tempo invaso lo Stato Pontificio, ma ben presto, informato da Clarke che il Direttorio intendeva opporsi ai progetti del generale in Italia ed era intenzionato eventualmente a restituire la Lombardia all'Austria, sospese rapidamente le operazioni, intimidì i delegati pontifici e concluse il trattato di Tolentino, ottenendo un contributo pecuniario e la rinuncia del papa ad Avignone, al Contado Venassino ed alle Legazioni. Egli quindi decise di riprendere subito le operazioni contro gli austriaci per iniziare la marcia diretta su Vienna e anticipare le decisioni del Direttorio e le previste nuove offensive delle armate francesi sul Reno.

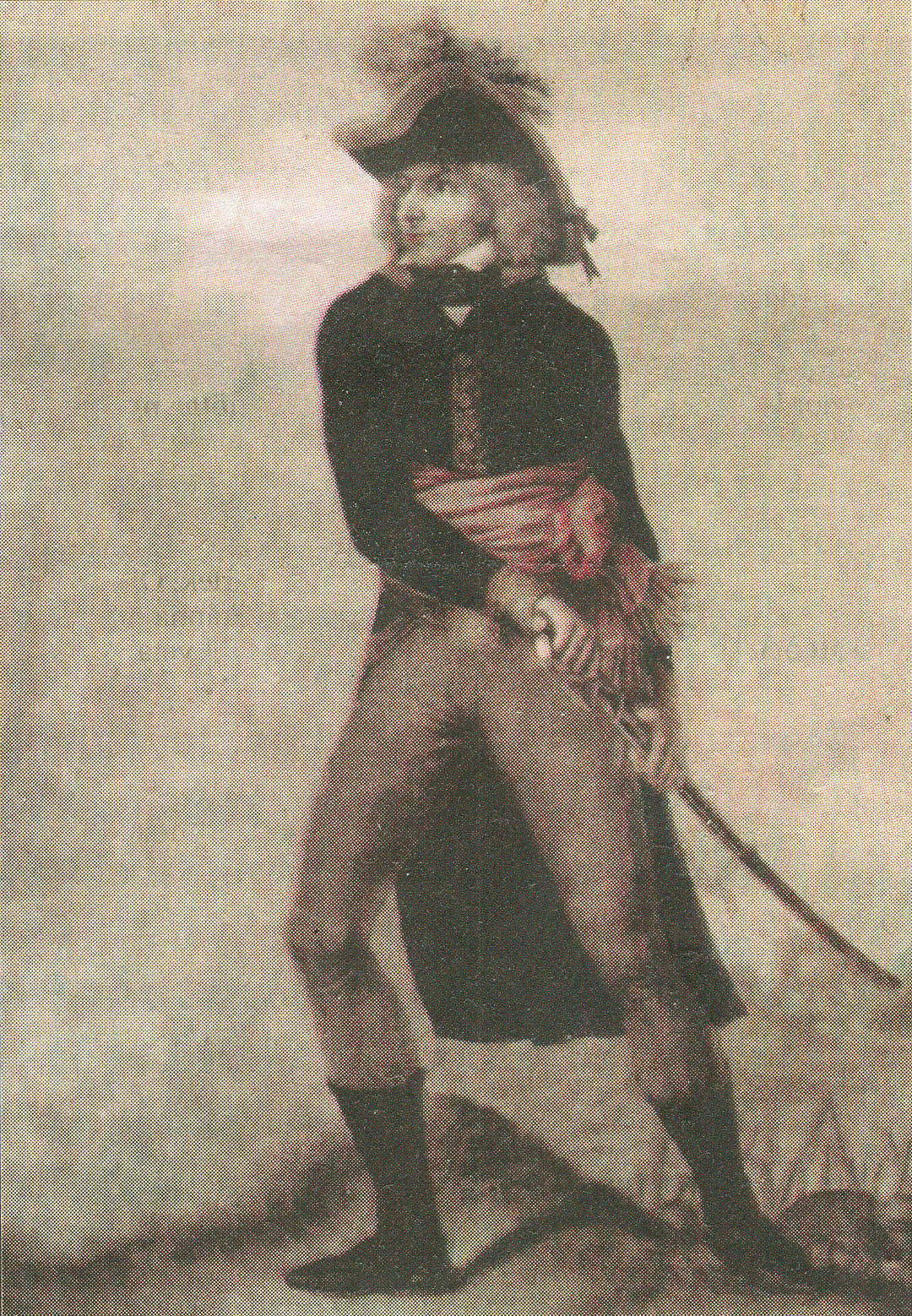
Il generale Jean-Baptiste Jules Bernadotte.

Il 10 marzo 1797 l'Armata d'Italia, finalmente rinforzata con le truppe del generale Bernadotte distaccate dall'Armata di Sambre e Mosa, riprese l'offensiva; il generale Bonaparte accelerò i movimenti per sorprendere le forze austriache in riorganizzazione passate al comando del capace arciduca Carlo, vincitore sul fronte tedesco. I francesi avanzarono rapidamente, occuparono Tarvisio, forzarono il Piave e il Tagliamento, marciarono in Tirolo; le avanguardie del generale Massena da Tarvisio raggiunsero Klagenfurt e il Semmering, mentre il generale Bernadotte marciava su Lubiana. Il generale Bonaparte voleva impressionare il suo avversario e costringerlo a trattare per concludere personalmente un armistizio, scavalcando le disposizioni del Direttorio; fin dal 30 marzo egli inviò una missiva all'arciduca proponendo di sospendere le operazioni. L'ambizioso generale intendeva agire liberamente nelle regioni conquistate e presentarsi nel ruolo di pacificatore; egli inoltre riteneva pericoloso inoltrarsi ancora nel cuore dell'Austria mentre le sue retrovie erano insicure, moti filofrancesi si erano verificati a Bergamo e Brescia, mentre il 17 aprile esplose la sanguinosa rivolta reazionaria a Verona.

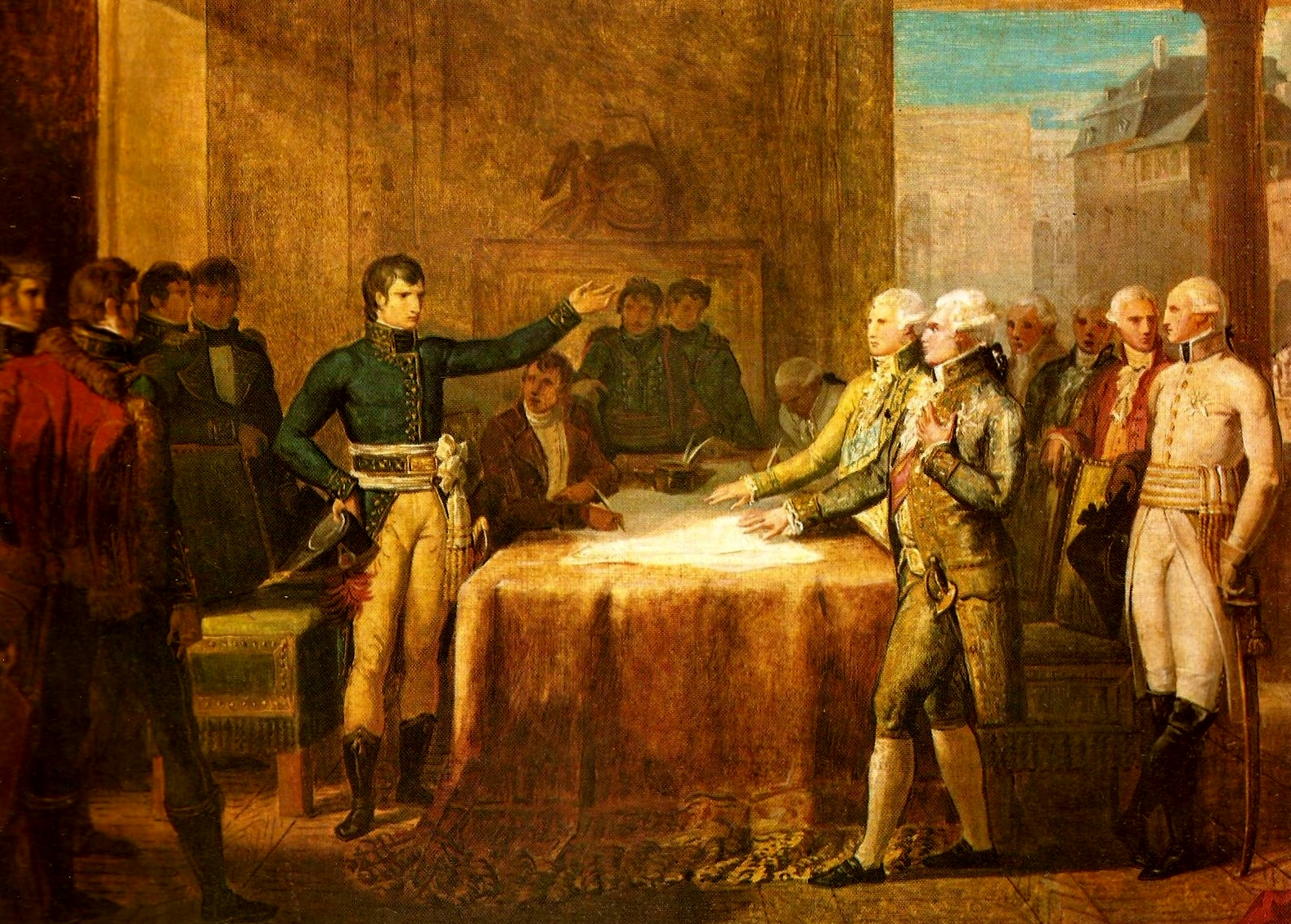
Il generale Bonaparte conclude i preliminari di pace di Leoben il 18 aprile 1797.

Sul fronte tedesco solo il 18 aprile 1797 il generale Lazare Hoche, nuovo comandante dell'Armata di Sambre e Mosa iniziò a passare il Reno a Neuwied e, dopo qualche successo, raggiunse Francoforte sul Meno il 22 aprile; più a sud il generale Moreau attraversò a sua volta il fiume a sud di Strasburgo il 21 aprile, riconquistò Kehl e avanzò fino a Offenburg il 22 aprile, ma era ormai troppo tardi, il generale Bonaparte aveva già concluso le trattative con gli austriaci.
L'arciduca Carlo, intimorito dall'audace avanzata del suo avversario, accettò la trattativa e i plenipotenziari austriaci raggiunsero Leoben il 7 aprile. Il 18 aprile venne concluso l'armistizio di Leoben; il generale Bonaparte aveva condotto rapidamente le trattative in piena indipendenza e imposto all'Austria dei preliminari di pace che assegnavano alla Francia il possesso del Belgio, di parte della riva sinistra del Reno e della Lombardia, in cambio l'autoritario generale concedeva all'Austria gran parte del territorio della Repubblica di Venezia. Il Direttorio, posto di fronte a questi preliminari estremamente favorevoli, si rassegnò a fermare l'offensiva in corso sul Reno ed a ratificare l'accordo. Stabilitosi con il suo quartier generale a Mombello, il generale controllava e organizzava con assoluta autonomia i territori conquistati.
Il 2 maggio 1797 il comandante in capo dell'Armata d'Italia di sua iniziativa dichiarò guerra alla Repubblica di Venezia e, sostenuto dalla sollevazione democratica locale contro il governo oligarchico, occupò rapidamente il territorio di cui poté quindi disporre liberamente per concludere le sue manovre diplomatiche. Costituì inoltre la Repubblica Cisalpina con il territorio lombardo a cui unì la Valtellina; per possibili espansioni in Oriente aveva anche preteso che le Isole Ionie fossero assegnate alla Francia. Il generale Bonaparte, dopo la conclusione dei preliminari, iniziò regolari trattative di pace con i rappresentanti austriaci a Udine, mentre anche la Gran Bretagna, delusa dalla defezione dell'Austria e preoccupata per i gravi ammutinamenti dei marinai della Royal Navy a Spitehead e Nore e per la rivolta degli irlandesi, decise di riaprire colloqui di pace a Lilla.
Il Direttorio premeva sul generale Bonaparte per ottenere la Renania, era meno interessato ai rivolgimenti attuati nella penisola e intendeva ricostituire la Repubblica di Venezia e lasciare all'Austria solo l'Istria e la Dalmazia, ma il comandante dell'Armata d'Italia, forte anche dell'appoggio fornito dai soldati del suo luogotenente, generale Pierre Augereau, ai direttori nella crisi del 18 fruttidoro, accrebbe ancora il suo potere e trattò personalmente con l'inviato austriaco Philipp von Cobenzl. Il generale per accelerare la conclusione delle trattative propose a Cobenzl di lasciare all'Austria il Veneto fino all'Adige, compresa Venezia, in cambio della Renania, e delle Isole Ionie.
Il 18 ottobre 1797 l'Austria firmò il Trattato di Campoformio cedendo la riva sinistra del Reno tranne Colonia e accettando la nuova organizzazione politica della penisola decisa dal generale Bonaparte; in cambio ottenne il Veneto, compresa Venezia; l'antica repubblica aveva cessato di esistere, evento che fu causa di grande delusione tra i patrioti italiani. Il Direttorio fu molto scontento ma non poté opporsi al giovane e potente generale, il cui ruolo era diventato determinante dopo le sue vittorie e dopo la sconfitta o la scomparsa degli altri generali.
Il trattato di Campoformio formalmente pose termine alla guerra della Prima coalizione ma non prometteva di essere definitivo; si continuava a trattare con difficoltà nel congresso di Rastatt per definire la riorganizzazione della Germania ed il sistema dei compensi in cambio dell'assegnazione della Renania alla Francia; le trattative, condotte prima dal generale Bonaparte e poi da Jean-Baptiste Treilhard, non raggiunsero risultati di fronte alle nuove pretese francesi. L'Austria era delusa e desiderosa di rivincita, la Francia rivoluzionaria inoltre dominava con i suoi rappresentanti le nuove repubbliche sorelle e la "Grande Nazione" dirigeva le sue ambizioni verso l'Olanda, la Svizzera, Roma, il Regno di Napoli. La Gran Bretagna era ancora in guerra dopo la rottura delle trattative a Lilla ed il Direttorio stava studiando nuovi piani per minacciare l'avversario in Oriente, sulla via delle Indie, e nelle stesse isole britanniche. Entro pochi mesi la campagna d'Egitto condotta dal generale Bonaparte e la politica aggressiva del Direttorio in Europa avrebbero provocato la formazione di una Seconda coalizione antifrancese.